# 9-й гвардейский минно-торпедный авиационный полк ВВС Северного флота
9-й гвардейский минно-торпедный авиационный Киркенесский Краснознаменный полк он же 24-й минно-торпедный авиационный полк — авиационная воинская часть ВВС ВМФ в Великой Отечественной войне.

## Формирование полка
24-й минно-торпедный авиационный полк был сформирован 14 октября 1942 года на аэродроме Ваенга-1. В состав полка вошли две эскадрильи из 2-го гвардейского смешанного авиационного полка: 4-я бомбардировочная эскадрилья (командир – гв. капитан А. З. Стоянов) и 5-й минно-торпедная эскадрилья (командир – гв. капитан Г. Д. Попович). Материальную часть полка также пополнили 20 торпедоносцев «HP.52 Hampden TB Mk.1» из состава 144-й и 455-й торпедоносных авиационных эскадрилий британских ВВС переданных в дар Советскому Союзу. Исполняющим обязанности командира полка назначен гв. капитан А. З. Стоянов.
К 30 октября 1942 года в составе полка была сформирована 3-я эскадрилья из экипажей 118-го разведовательного авиаполка и 35-го минно-торпедного авиаполка (командир эскадрильи – капитан И. Я. Гарбуз). Полк включен в состав 5-й минно-торпедной бригады.
18 ноября 1942 года в авиационной катастрофе на самолете «Hampden» погибли командир 3-й эскадрильи капитан И. Я. Гарбуз, стрелок-радист мл. сержант Ф. С. Скоморохов.

## Боевые действия 24-го минно-торпедного авиационного полка
2 декабря 1942 года истребителем противника в районе Щук-озера был сбит ДБ-3Ф. Погибли командир резервного звена 1-й эскадрильи лейтенант П. Г. Дьяков, штурман звена лейтенант Ив. С. Феденюк.
В декабре 1942 года лётчики полка выполняли разведовательные вылеты, наносили торпедные удары по транспортам противника в районе Варангер-фьорда и залива Берлевог и выполнили 46 боевых вылетов на нанесение бомбовых ударов по посёлку Титовка, порту Киркенес и по аэродрому Луостари. В ночь на 1 января 1943 года из боевого вылета не вернулся экипаж в составе командира 2-й эскадрильи гв. капитана А. З. Стоянова, штурмана эскадрильи капитана П. А. Коровинского, воздушного стрелка ст. сержант Н. К. Зайцева и стрелка-радиста мл. сержант М. М. Ковтун.
В январе 1943 года торпедоносцы Ил-4 и «Hampden» атаковали вражеские конвои в районе Сюльте-фьорда и Варангер-фьорда, Вадсё,  у Гамвика и у мыса Хибергнесет, наносили бомбовые удары по аэродромам Банак, Хебуктен и по порту Киркенес. Всего в январе 1943 года лётчики полка сбросили 21 торпеду и потеряли сбитыми торпедоносцы «Hampden» командира звена 3-й эскадрильи капитана  А. А. Баштыркова, командира звена 3-й эскадрильи капитана С. Ив. Трунова, командира звена 2-й эскадрильи капитана А. Ив. Островского, ст. лейтенанта В. С. Голубева и ст. лейтенанта Г. Я. Малыгина.
В феврале-марте 1943 года торпедоносцы Ил-4 и «Hampden» атаковали вражеские суда в районах Бёк-фьорда, Конгсфьорда, Сюльте-фьорда, Бос-фьорда и острова Вардё, нанесли бомбовый удар по аэродрому Хебугтен и выполняли минные постановки в Петсамо-вуоно. 13 февраля 1943 года в авиационной катострофе на аэродроме Ваенга-1 погиб командир звена 3-й эскадрильи ст. лейтенант Ив. Д. Старцев.
В марте в полк поступили семь самолетов «Бостон», которые были включены в состав 2-й эскадрильи. Самолёты «Hampden» были сведены в 1-ю эскадрилью.
16 марта 1943 года три торпедоносца Ил-4 и два торпедоносца «Hampden» (ведущий группы - подполковник Н. Н. Ведмеденко) под прикрытием шести истребителей атаковали в районе мыса Маккаур конвой противника в составе четырех плавбатарей и трех кораблей охранения. При возвращении из боевого вылета, при посадке на аэродроме Кильдин разбился Ил-4 командира полка подполковника Н. Н. Ведмеденко.
В апреле-мае 1943 года торпедоносцы полка атаковали вражеские конвои в районах Бос-фьорда, Тана-фьорда, Конгс-фьорда и у мыса Хибергнесет. Огнем зенитной артиллерии и истребителей противника были сбиты торпедоносцы «Hampden» командира звена 3-й эскадрильи ст. лейтенанта П. Н. Зайченко, лётчиков старшины Н. М. Ватагина и ст. сержанта Ив. Н. Гуторова, торпедоносцы Ил-4 командира звена 1-й эскадрильи гв. капитана В. У. Глушкова и лётчика гв. лейтенанта Ю. В. Месняева.
25 апреля 1943 года пять торпедоносцев «Hampden» (ведущий – командир 3-й эскадрильи капитан В. Н. Киселёв) под прикрытием шести Пе-3 атаковали в районе Конгс-фьорда конвой неприятеля. Зенитной корабельной артиллерией был подбит ведущий торпедоносец. Экипаж удержал горящий самолёт на боевом курсе и торпедировал немецкий транспорт «Леезее» (2624 брт). 
За семь месяцев боев полк выполнил около 300 боевых вылетов на бомбардировку портов и аэродромов противника и на нанесение торпедных ударов по конвоям противника.
Приказом НК ВМФ №190 от 31.05.1943 года, за мужество и героизм, проявленные в боях личным составом полка, 24-й минно-торпедный авиационный полк был преобразован в 9-й гвардейский минно-торпедный авиационный полк.

## Боевые действия 9-го гвардейского минно-торпедного авиационного полка
В июне 1943 года торпедоносцы полка атаковали торпедами конвои и отдельные транспорты противника в районах Перc-фьорда и Бос-фьорда. Огнем зенитной артиллерии и истребителей противника были сбиты торпедоносцы гв. мл. лейтенанта Ив. Ф. Макридина и заместителя командира 3-й эскадрильи гв. капитана С. А. Макаревича.
В начале июля звено торпедоносцев Ил-4 (командир звена  – гв. ст. лейтенант К. Ф. Шкаруба) направлено на аэродром Нарьян-Мар, для противодействия кораблям противника в Карском море.
В июле 1943 года полк был пополнен 15 торпедоносцами «Бостон». В июле торпедоносцы полка атаковали конвои противника в районах Барлевог и Лакс-фьорда, в проливе Буссесунд и у мысов Скальнес и Маккаур. Огнем истребителей противника были сбиты торпедоносцы «Hampden» командира 3-й эскадрильи гв. майора Ф. Г. Шипилова и гв. мл. лейтенанта Мартынова. Огнем зенитной артиллерии противника были сбиты торпедоносцы «Бостон» гв. ст. лейтенанта М. Л. Новаковского, капитана  Ив. Гусева и поврежден торпедоносец «Бостон» заместителя командира 2-й эскадрильи гв. капитан А. И. Островского.
6 июля 1943 года в районе Кандалакши разбился самолет. Погиб экипаж в составе командира звена 1-й эскадрильи гв. ст. лейтенанта В. Н. Агафонова и начальника минно-торпедной службы 1-й эскадрильи гв. ст. лейтенанта В. М. Орлова.
В августе 1943 года торпедоносцы полка вылетали на торпедирование судов противника в районе Варангер-фьорда и Конгс-фьорда. Огнем зенитной артиллерии и истребителей противника сбиты торпедоносцы гв. лейтенанта В. Ив. Емельяненко и зам. командира эскадрильи гв. капитана А. Ив. Китова.
6 августа 1943 года при бомбардировке авиацией противника аэродрома Ваенга-1 погибли старший техник 1-й эскадрильи гв. инженер-капитан Ив. Дм. Панченко, механик авиационный гв. сержант Н. Г. Горюшко, смертельно ранен механик авиационный гв. сержант В. Ив. Клевченко.
10 августа при отходе от цели огнем зенитной артиллерии и истребителей противника был поврежден торпедоносец командира 2-й эскадрильи гв. капитан А. П. Адинскова. Лётчик сумел дотянуть почти до самой береговой черты полуострова Рыбачий. При приводнении погибли штурман 2-й эскадрильи гв. капитан Б. Н. Золкин и начальник связи 2-й эскадрильи гв. лейтенант Б. Е. Коронаев. Торпедными катерами были спасены лётчик и воздушный стрелок.
На 1 сентября боевой состав части состоял из 25 исправных и девяти неисправных самолётов «Бостон», неисправного Ил-4 в Ваенге, трёх исправных Ил-4 на аэродроме губы Белушья и одной неисправной машины того же типа в Амдерме.
В сентябре-октябре 1943 года торпедоносцы полка наносили торпедные удары по конвоях противника в районах Хавингберг, у островов Магерей и Рольвсёй, у мыса Маккаур и по транспортам противника в порту Хоннингсвог, выполняли ночные боевые вылеты на бомбардировку порта Киркенес. Огнем зенитной артиллерии были сбиты торпедоносцы командира полка гв. майора Ф. Костькина, заместителя командира эскадрильи гв. капитана А. И. Островского, гв. ст. лейтенанта Дм. П. Сарыкова, гв. ст. лейтенанта Н. Н. Малеева, гв. капитана К. М. Яковлева и гв. лейтенанта Б. Г. Васильева.
В ноябре 1943 года на «свободную охоту» в районы Омганг, Ролвсейсунн, Хоннингсвог и Порсангер-фьорд вылетали торпедоносцы помощника командира полка гв. майора  С. К. Литвинова, заместителя командира эскадрильи гв. ст. лейтенанта В. В. Пирогова и командира звена гв. ст. лейтенанта Н. И. Зайцева.
К январю 1944 года в 9-м гвардейском минно-торпедном авиационном полку было 38 торпедоносцев (в том числе 4 неисправных): 23 торпедоносца «Бостон» и 15 торпедоносцев Ил-4. Торпедоносцы базировались на аэродромах Ваенга-1, Ягодник и Нарьян-Мар (шесть торпедоносцев Ил-4).
В январе-марте 1944 года торпедоносцы полка атаковали вражеские конвои и суда в районах Варангер-фьорд, Маккаурсант-фьорд, мыса Нордкин и острова Лилле Эккерей. Из боевых вылетов не вернулись торпедоносцы командира звена 3-й эскадрильи гв. капитана Л. Ив. Маркова, командира звена 3-й эскадрильи капитана Г. Ф. Шебакова, гв. лейтенанта А. А. Мартьянова, гв. мл. лейтенанта В. М. Власенко, гв. мл. лейтенанта В. С. Лысогорского, гв. мл. лейтенанта В. В. Чернышева и мл. лейтенанта И. В. Вартанова.
При вылетах на «свободную охоту» в районы Гамвик, Сверхольтклубб, Танафьорд, островов Рольвсёй и Ингей отличились экипажи торпедоносцев гв. ст. лейтенанта Н. И. Зайцева, гв. мл. лейтенанта В. С. Гарбуз, гв. мл. лейтенанта П. Я. Гнетова и гв. мл. лейтенанта Е. И. Францева.
31 марта 1944 года указом Президиума Верховного Совета СССР, «за образцовое выполнение боевых заданий командования на фронте борьбы с немецкими захватчиками и проявленными при этом доблесть и мужество», 9-й гвардейский минно-торпедный полк был награждён орденом Красного Знамени.
В апреле-августе 1944 года торпедоносцы полка атаковали конвои противника в заливе Берлевог, в районах Конгсфьорда, Маккаурфьорда и у мыса Маккаур, наносили бомбовые удары по портам Вадсэ и Киркенесс. Корабельной зенитной артиллерией и истребителями противника были сбиты торпедоносцы заместителя командира 3-й эскадрильи гв. капитана Н. Ив. Зайцева, гв. ст. лейтенанта А. Дм. Евдокимова, командира звена 1-й эскадрильи гв. ст. лейтенанта Г. Н. Перегудова, командира звена 1-й эскадрильи гв. ст. лейтенанта Ив. Ив. Позднякова, командира звена 2-й эскадрильи гв. лейтенанта П. Я. Гнетова, гв. мл. лейтенанта Л. С. Титова, гв. мл. лейтенанта Ив. М. Николаева, гв. мл. лейтенанта И. Ив. Рыбчинского, гв. мл. лейтенанта В. С. Попова, гв. мл. лейтенанта Дм. Г. Козлова и гв. мл. воентехника С. П. Бондарева.
В сентябре 1944 года торпедоносцы командира 3-й эскадрильи гв. майора А. Н. Волошина и гв. мл. лейтенанта А. Г. Лукашева вылетали на «свободную охоту» в пролив Сверхольтклубб, в районы Хаммерфеста и мыса Нордкап.  15 сентября 1944 года из боевого вылета в Порсангерфьорде не вернулся экипаж в составе зам. командира 2-й эскадрильи гв. ст. лейтенанта Ев. Ив. Францева, начальника минно-торпедной службы эскадрильи гв. лейтенанта В. Е. Легкодымова, стрелка-радиста гв. старшины С. М. Антипычева, воздушного стрелка гв. сержанта Ив. В. Фомина. 16 сентября 1944 года с боевого задания не вернулся экипаж в составе командира звена 2-й эскадрильи гв. ст. лейтенанта Дм. Я. Литвак, штурмана звена гв. лейтенанта В. Е. Дмитриева, стрелка-радиста гв. ст. сержанта Ив. Я. Игнатьева, стрелка-радиста гв. мл. сержанта В. А. Рыкова, воздушного стрелка гв. ст. краснофлотца В. Ив. Зимина.

## Участие полка в Петсамо-Киркенесской операции
Во время проведения Петсамо-Киркенесской операции полк наносил бомбовые удары по портам Киркенес и Вадсэ, по кораблям противника в Тана-фьорде, атаковали конвои противника около побережья Северной Норвегии.  
12 октября 1944 года двумя пятерками торпедоносцев «Бостон» был нанесен торпедный удар по конвою противника в районе Конгсфьорда. Огнем зенитной артиллерии сбит торпедоносец гв. мл. лейтенанта М. И. Колбаса.
16 октября 1944 года пять торпедоносцев «Бостон» 9-го гв. МТАП (ведущий – гв. подполковник Б. П. Сыромятников) и пять торпедоносцев «Бостон» 36-го МТАП (ведущий – капитан И. Т. Волынкин) в районе мыса Хибергнесет атаковали вражеский конвой и потопили катер-тральщик R-301. Огнем корабельной зенитной артиллерии сбиты торпедоносцы командира полка гв. подполковника Б. П. Сыромятникова, гв. лейтенанта В. Ив. Злобина, гв. мл. лейтенанта Ф. А. Коновальчик и гв. мл. лейтенанта А. Ф. Храмова. 
21 октября 1944 года из боевого вылета не вернулся экипаж гв. лейтенанта О. П. Губанова, начальника минно-торпедной службы 1-й эскадрильи гв. ст. лейтенант Ф. М. Довгаль. 
24 октября 1944 года три торпедоносца «Бостон» (ведущий – гв. мл. лейтенант А. Г. Лукашев) под прикрытием восьми истребителей «Аэрокобра» атаковали конвой противника и потопили сторожевой корабль и транспорт «Маргаретта» (369 брт). При выходе из атаки сбиты торпедоносцы гв. мл. лейтенанта А. Г. Лукашева, гв. лейтенанта М. Е. Абрамова и гв. мл. лейтенанта Ив. И. Писаренко.
При выполнении боевых заданий отличились командир 3-й эскадрильи гв. майор Ив. П. Сегедин, штурман 2-й эскадрильи гв. ст. лейтенант Н. В. Баранов, штурман 3-й эскадрильи гв. капитан А. П. Орлов, зам. командира 3-й эскадрильи гв. капитан В. П. Новицкий, командир звена гв. лейтенант С. Ф. Глуховцев, лётчики гв. мл. лейтенант М. Н. Гребенников, гв. мл. лейтенант Ф. С. Гноевой, штурман гв. мл. лейтенант А. Т. Власкин, штурман гв. мл. лейтенант П. Б. Клисенко, штурман гв. мл. лейтенант Г. М. Сизоненко.
14 ноября 1944 года «за активное участие в Петсамо-Киркенесской операции» полку было присвоено почётное наименование «Киркенесский».
19 декабря 1944 года в районе аэродрома Ваенга столкнулись два торпедоносца «Бостон». Погибли лётчик гв. мл. лейтенант П. В. Колюхов и штурман гв. мл. лейтенант А. В. Потетюрин.
На 1 января 1945 года в составе полка имелось 15 A-20G «Бостон» (12 экипажей) и 31 Ил-4 (24 экипажа).

## Послевоенная служба полка
После окончания войны 9-й гвардейский минно-торпедный авиационный Киркенесский Краснознаменный полк вооружённый самолётами «Бостон» оставался в составе 5-й минно-торпедной дивизии ВВС Северного флота, базируясь на аэродроме Североморск-1.
В апреле 1952 года полк получил на вооружение реактивные торпедоносцы Ту-14Т.
В апреле 1956 года 9-й гвардейский минно-торпедный авиационный полк получил на вооружение первые самолёты Ту-16 и был переименован в 9-й гвардейский минно-торпедный авиационный Киркенесский Краснознаменный полк дальнего действия.
В 1959 году лётчики полка освоили ракетную систему «Комета» и выполнили 25 практических пусков АКР-1.
В мае 1961 года на основании Приказа министра обороны СССР № 0028 от 20 марта 1961 года и Приказа Главнокомандующего ВМФ № 048 от 13 апреля 1961 года 9-й гвардейский минно-торпедный авиационный Киркенесский Краснознаменный полк дальнего действия переименован в 9-й гвардейский морской ракетоносный авиационный Киркенесский Краснознаменный полк в составе 5-й морской ракетоносной авиационной дивизии.
Днем 12 августа 1963 года, при полёте на предельно малой высоте, при минимуме погоды, на аэродроме Североморск-1, по неустановленной причине, произошла катастрофа Ту-16, пилотируемого капитаном В. Ив. Бахаревым.
12 сентября 1969 года при выполнении полёта в сложных метеорологических условиях, в результате столкновения со стаей птиц в районе аэродрома Североморск-1 потерпел катастрофу Ту-16. Погиб экипаж в составе командира эскадрильи майора В. М. Шарко, помощника командира лейтенанта В. П. Соломина, штурмана капитана М. Д. Белова, штурмана-оператора А.  Т. Заиграева, воздушного стрелка-радиста В. П. Боброва, матроса У. Ахаева).
1 июня 1971 года 9-й гвардейский морской ракетоносный авиационный полк был исключен из состава 5-й морской ракетоносной авиационной дивизии и передан в состав ВВС Балтийского флота с перебазированием на аэродром Веретье.
В декабре 1974 года 9-й гвардейский морской ракетоносный Киркенесский Краснознаменный авиационный полк был расформирован.

## Командир полка
- гв. подполковник Ведмеденко Николай Никитович (ноябрь 1942 г. - 16.03.1943 погиб при посадке на аэродроме Кильдин после возвращения из боевого вылета)
- гв. майор Костькин Филипп Васильевич (апрель 1943 г. – 20.04.1944 погиб при атаке конвоя противника)
- гв. подполковник Сыромятников, Борис Павлович (апрель 1944 г. - 16.10.1944 погиб при атаке конвоя противника )
- гв. майор, гв. подполковник Фокин, Афанасий Иванович (октябрь 1944 г. - июнь 1947 г.)
- гв. подполковник Усенко, Константин Степанович (октябрь 1953 г. – ноябрь 1955 г.)
- гв. полковник Рубан Савелий Михайлович (декабрь 1955 г. — октябрь 1956 г.)
- Михеев А. Т. (1972 – 1974)

## Наиболее отличившиеся воины полка
| Награда | Ф.И.О.                        | Должность                 | Звание                    | Дата награждения                                               | Примечания |
| ------- | ----------------------------- | ------------------------- | ------------------------- | -------------------------------------------------------------- | --- |
|         | Асеев, Григорий Сафронович    | Воздушный стрелок-радист  | гвардии старший сержант   | Указ Президиума ВС СССР от 05.11.1944 г.                       | Погиб 16.10.1944 при атаке вражеского конвоя в районе мыса Хибергнесет в составе экипажа гв. подполковника Б. П. Сыромятникова |
|         | Балашов, Вячеслав Павлович    | Командир звена            | Капитан                   | Указ Президиума ВС СССР от 24.07.1943 г.                       | Выполнил более 60 боевых вылетов |
|         | Баштырков, Андрей Андреевич   | Командир звена            | Капитан                   | Указ Президиума ВС СССР от 22.02.1943 г.                       | Погиб 14.01.1943 при атаке конвоя противника в районе норвежского острова Вардё |
|         | Бадюк, Михаил Михайлович      | Воздушный стрелок-радист  | гвардии старшина          | Указ Президиума ВС СССР от 22.02.1944 г.                       | |
|         | Боронин, Михаил Петрович      | Штурман звена             | гвардии лейтенант         | Указ Президиума ВС СССР от 22.02.1944 г.                       | Погиб 11.05.1944 при атаке конвоя противника в районе мыса Хибергнесет. |
|         | Гаврилов Владимир Николаевич  | Штурман                   | сержант                   | Указ Президиума ВС СССР от 22.02.1943 г.                       | Погиб 14.01.1943 при атаке конвоя противника в районе норвежского острова Вардё в составе экипажа капитана А. А. Баштыркова |
|         | Галкин, Павел Андреевич       | Штурман звена             | гвардии лейтенант         | Указ Президиума ВС СССР от 09.08.1944 г.                       | Выполнил 22 боевых вылета в составе экипажа гв. лейтенант Ев. Ив. Францева |
|         | Зайцев Николай Иванович       | Зам. командира эскадрильи | гвардии капитан           | Указ Президиума ВС СССР от 22.02.1944 г.                       | Погиб 11.05.1944 при атаке конвоя противника севернее мыса Эккерей |
|         | Кочелаевский, Юрий Петрович   | Штурман 1-й эскадрильи    | капитан                   | Указ Президиума ВС СССР от 31.05.1944 г.                       | 102 боевых вылета |
|         | Киселёв Василий Николаевич    | Командир 3-й эскадрильи   | капитан                   | Указ Президиума ВС СССР от 24.07.1943 г.                       | Погиб 25.04.1943 при атаке конвоя противника в районе Конгс-фьорда. |
|         | Макаревич, Сергей Антонович   | Зам. командира эскадрильи | гвардии капитан           | Указ Президиума ВС СССР от 31.05.1944 г.                       | Погиб 13.10.1943 при атаке конвоя противника в Кольском заливе. |
|         | Месняев Юрий Валерианович     | Лётчик 1-й эскадрильи     | гвардии лейтенант         | Приказ командующего ВВС Северного флота №07/н от 22.07.1943 г. | Выполнил 19 боевых вылетов. 25.05.1943 при атаке транспорта противника в районе Вардэ был тяжело ранен и ему осколком оторвало кисть руки. Истекая кровью посадил повреждённый самолёт на свой аэродром и скончался от полученных ран. |
|         | Пирогов, Владимир Васильевич  | Зам. командира эскадрильи | гвардии капитан           | Указ Президиума ВС СССР от 22.02.1944 г.                       | Выполнил 43 боевых вылета |
|         | Покало, Михаил Фёдорович      | Штурман звена             | старший лейтенант         | Указ Президиума ВС СССР от 24.07.1943 г.                       | Погиб 25.04.1943 при атаке конвоя противника в районе Конгс-фьорда в составе экипажа капитана В. Н. Киселёва. |
|         | Попович, Григорий Данилович   | Командир 1-й эскадрильи   | гвардии майор             | Указ Президиума ВС СССР от 14.09.1945 г.                       | Выполнил 56 боевых вылетов составе 9 Гв. МТАП. Во время советско-японской войны потопил японский миноносец №82. |
|         | Скнарёв, Александр Ильич      | Штурман полка             | гвардии майор             | Указ Президиума ВС СССР от 05.11.1944 г.                       | Выполнил 133 боевых вылета. Погиб 16.10.1944 при атаке вражеского конвоя в районе мыса Хибергнесет в составе экипажа гв. подполковника Б. П. Сыромятникова                                                                             |
|         | Сыромятников, Борис Павлович  | Командир полка            | гвардии подполковник      | Указ Президиума ВС СССР от 05.11.1944 г.                       | Выполнил 71 боевой вылет. Погиб 16.10.1944 при атаке вражеского конвоя в районе мыса Хибергнесет |
|         | Францев, Евгений Иванович     | Лётчик                    | гвардии старший лейтенант | Указ Президиума ВС СССР от 09.08.1944 г.                       | 31 боевой вылет. Не вернулся из боевого вылета 15.09.1944 в район Порсангерфьорде |
|         | Шкаруба, Константин Фёдорович | Зам. командира эскадрильи | гвардии капитан           | Указ Президиума ВС СССР от 09.08.1944 г.                       | Выполнил 73 боевых вылета |